# Largo Town Center
Largo Town Center è una stazione della metropolitana di Washington, capolinea della linea blu e della linea argento. Si trova a Lake Arbor, in Maryland (con un indirizzo di Largo).
È stata inaugurata il 18 dicembre 2004, insieme alla stazione di Morgan Boulevard.
La stazione è dotata di un parcheggio da 2200 posti ed è servita da autobus dei sistemi Metrobus  (anch'esso gestito dalla WMATA) e TheBus.